# Metatron
Metatron (hebraisk: מטטרון eller מיטטרון) er navnet på en engel i jødedommen og nogle former for kristendom og islam. Der er ingen referencer til ham i Tanakh (Det gamle testamente), Det nye testamente eller Koranen. Dog nævnes han i nogle få passager i Talmud. 
Metatron dukker primært op i middelalderen hos mystiske jødiske tekster og andre senere esoteriske og okkulte kilder. I rabbinsk tradition er han den højeste blandt engle og tjener som den himmelske skriver. Der er ingen enighed om hans oprindelse eller kristen enighed om hans position i hierarkiet blandt engle.
Metatron optræder i nyere litteratur som fiktiv guddom i Philip Pullmans trilogi Det gyldne kompas. Han regerer over himlen, og hans egentlige mål er at blive "Gud". Han ødelægger Lord Asriel og hele hans hær, mens han også prøver på at dræbe heltinden Lyra. Han bliver forrådt af Mrs. Coulter, inden hun og Lord Asriel tager ham med sig i Afgrunden. Han plejede at være den bibelske karakter Enoch, mellemledet mellem Adam og Noa.